# Věra Alentova
Věra Valentinovna Alentovová (rusky: Ве́ра Валенти́новна Але́нтова, * 21. února 1942 Kotlas, Sovětský svaz) je ruská divadelní a filmová herečka. Je nositelkou ocenění Národní umělkyně Ruska (1982), laureátkou Státní ceny SSSR (1981) a Státní ceny RSFSR bratří Vasiljevových. Proslavila se zejména hlavní rolí v oskarovém filmu Moskva slzám nevěří.

## Život
Narodila se do herecké rodiny, jejími rodiči byli Valentin Michajlovič Bykov (1917–1946) a Irina Nikolajevna Alentova (1917–1988). Dostala jméno po babičce z matčiny strany, zesnulé v 28 letech. Z matčiny strany měla dva strýce. Děd, absolvent Tomské univerzity, byl lékařem, babička absolventkou Běstuževských kurzů pro ženy. Měla v příbuzenstvu i duchovní, jeden z nich byl v roce 1937 popraven zastřelením. Když měla Věra čtyři roky, zemřel jí otec, načež se s matkou přestěhovaly na Ukrajinu.
Roku 1960 začala Věra účinkovat v orském činoherním divadle, kde působila do následujícího roku.
Roku 1961 nastoupila na vysokoškolskou scénu Moskevského uměleckého akademického divadla (pod vedením Vasilije Markova). Tam v roce 1965 úspěšně absolvovala studium herectví a přesunula se do Moskevského divadla A. S. Puškina. Od r. 2009 vede s manželem Vladimirem Meňšovem ateliér režie a herectví Gerasimova kinematografického institutu.

### Osobní život, rodinné poměry
Za studií v Moskvě se provdala za svého spolužáka Vladimira Meňšova. 28. července 1969 se páru narodila dcera Julia. Tehdy si Věra změnila příjmení na Alentova po své matce.
Zetěm Alentové je Igor Gordin (* 6. května 1965) – divadelní a filmový herec, nositel řádu Zasloužilý umělec ruské federace. Vnoučaty Alentové jsou Andrej Gordin (nar. 1997) a Taisija Gordina (nar. 2003).

## Ocenění a vyznamenání
- Státní cena SSSR (1981, za film Moskva slzám nevěří)
- zvláštní cena MKF v Bruselu "Saint-Michel" za nejlepší ženský herecký výkon (1981, za film Moskva slzám nevěří)
- Zasloužilá umělkyně RSFSR (1982)
- Státní cena RSFSR bratří Vasiljevových (1986, za film Čas přání)
- Národní umělkyně Ruska (1992) – za významné zásluhy o divadelní umění
- Řád přátelství (2001)
- Řád cti (2007)
- Řád Za zásluhy o vlast IV. stupně (3. listopadu 2012) – za významný přínos v rozvoji domácího divadelního i filmového umění dlouholetou tvůrčí činností

## Tvorba

### Divadelní role
- Alenčin kvítek – Alenka
- Čokoládový vojáček (G. B. Shaw) - Raina
- Zikovi (M. Gorkij) – Pavla
- Děti slunce (M. Gorkij) – Jelena
- Pisánská věž
- Ferda (M. Cvětajev) – Kojná
- Šťastné dny (S. Beckett) – Winnie
- Kvadratura kruhu – Ludmila
- Člověk a džentlmen (E. De Filippo) – Bice
- Bohatství – Roberta
- Žil jsem, byl jsem – Mercalská
- Poslední dny – Gončarová
- Nevolníci – Jevlalija
- Loupežníci – Amálie
- Zmařené štěstí – Reněva
- Já, žena – Máša
- Spodina – Vedoucí
- Přízraky – Marie
- Francouzská benefice – Herečka
- Varšavská melodie – Helena
- Kde je má milá? – Antrygina
- Kabaretní krasavice – Hrdinka
- Posedlost – Zinajda
- Výstřely na Broadwayi – Helen Sinclair
- Šílené peníze – Naděžda Antonovna Čeboksarová
- Dívčí klub – Lucille
- Nedostižitelná – Karolina
- Dopisy lásky – Melissa

### Filmové role
- 1965 – Letecké dny – učitelka Lydie Fjodorovna
- 1967 – Hvězdy na čepicích – zdravotní sestra
- 1977 – Zrození – Olenija
- 1979 – Tak krátký dlouhý život – Nasťa Občinikova
- 1979 – Moskva slzám nevěří – Kateřina Tichomirova
- 1982 – Čas zamyslet se – Ala Borisovna (Alja)
- 1984 – Čas přání – Světlana Vasiljevna
- 1987 – Zítra byla válka – učitelka Valentina
- 1988 – Prosti nas, sad... – Marina Dolmatova
- 1989 – Proces – Naděžda Poplavskaja
- 1990 – Když kráčí svatí – Lucy Levčenko, (za mlada) jazzová zpěvačka
- 1991 – 1992 – Nepředvídané návštěvy – Antonina Ivanovna
- 1994 – Ženich z Miami – Ljusa
- 1995 – Širli-Myrli – američanka Carol Abzats / cikánka Zemfira Almazova / ruska Lusiena Krolikova / černoška Whitney Crolikow
- 1995 – Syn za otce... – Jadviga Zaborovskaja
- 2000 – Závist bohů – Soňa
- 2001 – Mamuka
- 2001 – Stříbrná svatba – Věra
- 2004 – Městečko Samara – Lydia Sergejevna
- 2004 – 2007 – Balzacův věk aneb všichni muži... – Zinajda Semjonovna, matka Věry
- 2007 – A přesto miluji... – Anna Bronislavovna Ljagušova, Vadimova matka
- 2008 – Velký valčík
- 2008 – Láska jako motiv – Galina Vasiljevna Reznik, matka Diny
- 2010 – Božský dar – Věra Levina
- 2013 – Balzacův věk aneb všichni muži... 5 let poté – Zinajda Semjonovna, matka Věry
- 2014 – Od 8. března, pánové! – Galina
- 2014 – Cesta bez konce – Naděžda Nikolajevna

### Televizní role
- 1975 – Tak krátký dlouhý život – Nasťa